# スチュアート・リトル2
『スチュアート・リトル2』（原題: Stuart Little 2）は、2002年のアメリカ合衆国の映画。『スチュアート・リトル』（1999年）の続編である。監督は前作に引き続きロブ・ミンコフ。コンピュータグラフィックスの動物たちが活躍するファミリー映画。

## あらすじ
リトル家の一員として平穏な毎日を送るスチュアート。兄ジョージと共に通う学校での生活をそれなりにエンジョイしているスチュアートだったが、家では両親が新しい家族である妹マーサにかかりきりで、少し寂しさを感じていた。そんなある日、学校からの帰り道、スチュアートは、傷ついて空から落ちてきた小鳥のマーガロと出会い、マンハッタン中の動物たちを恐怖に陥れる恐ろしい悪の権化ファルコンから、勇敢にも彼女を助け出す。マーガロをリトル家に連れ帰り介抱していたスチュアートは、今までに感じたことのないような不思議な感情を抱き始めるのだった……。

## キャスト
| 役名                 | 俳優                         | 日本語吹替       |
| -------------------- | ---------------------------- | ---------------- |
| スチュアート・リトル | マイケル・J・フォックス      | 藤原竜也         |
| ミセス・リトル       | ジーナ・デイヴィス           | 高島雅羅         |
| ミスター・リトル     | ヒュー・ローリー             | 小川真司         |
| ジョージ・リトル     | ジョナサン・リプニッキ       | 大谷育江         |
| マーサ・リトル       | アンナ・ホールク             | こおろぎさとみ   |
| マーサ・リトル       | アシュリー・ホールク         | こおろぎさとみ   |
| スノーベル           | ネイサン・レイン             | 恵俊彰           |
| マーガロ             | メラニー・グリフィス         | 島本須美         |
| ファルコン           | ジェームズ・ウッズ           | 磯部勉           |
| モンティ             | スティーヴ・ザーン           | 檀臣幸           |
| ウィル               | マーク・ジョン・ジェフリーズ | 坂本千夏         |
| 先生                 | マリア・バンフォード         | 竹村叔子         |
| マーク               | マイケル・C・ファッチス      | 京井幸           |
| 排水業者             | ブラッド・ギャレット         | 廣田行生         |
| タクシー・ドライバー | ロノビル・ラヒ               | ジェフ・マニング |
| アーウィン           | ケビン・オルソン             | 斎賀みつき       |
| コーチ               | ジム・ドーハン               | 茶風林           |
| ウォレス             | アンジェロ・マサギリ         | 田野恵           |
| ウィルのママ         | アメリア・マーシャル         | 紗ゆり           |
| スコティ             |                              | 楠大典           |

- その他の日本語吹き替え（ソフト版）：今堀健太郎／加治慶太
- 前作でモンティの日本語吹替え声優を務めた石塚英彦は同年に公開された『モンスターズ・インク』に出演したため、代理として檀臣幸が演じている。

## スタッフ
- 監督：ロブ・ミンコフ Rob Minkoff
- 製作：ダグラス・ウィック Douglas Wick

ルーシー・フィッシャー Lucy Fisher
- 製作総指揮：ジェフ・フランクリン Jeff Franklin

スティーヴ・ウォーターマン Steve Waterman　
ロブ・ミンコフ Rob Minkoff
ゲイル・リヨン Gail Lyon
ジェイソン・クラーク Jason Clark
- 原作（キャラクター）：E・B・ホワイト E.B.White
- 原案：ダグラス・ウィック Douglas Wick

ブルース・ジョエル・ルービン Bruce Joel Rubin
- 脚本：ブルース・ジョエル・ルービン Bruce Joel Rubin
- 撮影：スティーヴン・ポスター Steven Poster
- 音楽：アラン・シルヴェストリ Alan Silvestri
- 音楽監修：ボニー・グリーンバーグ Bonnie Greenberg
- 美術：ビル・ブルゼスキー Bill Brzeski
- 編集：プリシラ・ネッド・フレンドリー Proscilla Nedo-Friendly
- 衣装デザイン：モナ・メイ Mona May
- 視覚効果スーパーバイザー：ジェローム・チェン Jerome Chen
- 字幕翻訳：戸田奈津子
- 吹替翻訳：藤澤睦実
- 吹替演出：木村絵理子